# Супрун, Василий Яковлевич
Василий Яковлевич Супрун (22 марта 1913, Мошны, Черкасский район — 30 сентября 1996, Москва) — командир 22-го гвардейского Полоцкого миномётного полка, гвардии подполковник. Герой Советского Союза.

## Биография
Родился 9 марта 1913 года в селе Мошны ныне Черкасского района Черкасской области. Украинец. Член ВКП(б) с 1942 года. В 1931 году окончил семилетнюю школу, педагогические курсы. Работал учителем начальной школы в селе Будище Черкасской области. В 1933 году окончил среднюю школу.
В ноябре 1933 года призван в ряды Красной армии. Окончил Одесскую артиллерийскую школу в 1937 году и служил в ней курсовым командиром. В 1938 году поступил в Военную академию имени Ф. Э. Дзержинского. В октябре 1941 года, после досрочного окончания её, направлен на фронт командиром артиллерийского дивизиона. В боях под Москвой был тяжело ранен. Не закончив лечения, ушёл из госпиталя в свой дивизион и продолжал громить врага.
Командир 22-го гвардейского миномётного полка 6-й гвардейской армии 1-го Прибалтийского фронта гвардии подполковник Супрун получил приказ прикрывать форсирование советскими войсками Западной Двины. Враг, имея значительное преимущество в огневых средствах, прижал наши части к берегу и дезорганизовал на некоторое время управление боем. Тогда Супрун, невзирая на опасность, перенёс свой командный пункт ближе к передовой. Это намного улучшило обстановку: вражеская артиллерия понесла большие потери. 26 июня 1944 года наша пехота, поддерживаемая огнём «катюш» Супруна, успешно продвинулась вперёд и заняла противоположный берег реки в районе посёлка городского типа Улла. Но на только что отвоёванном плацдарме её встретил огонь артиллерии из глубины обороны противника. В атаку поднялось несколько батальонов противников. Батареи подполковника Супруна открыли огонь из всех орудий и уничтожило более двухсот противников. Атака противника захлебнулась.
Враг ввёл в бой авиацию, которая бомбила позиции полка. Подполковник Супрун был ранен, но продолжал командовать подразделениями. Части стрелкового корпуса, которые подошли в это время, при помощи огневой поддержки гвардейских миномётов почти без потерь форсировали Западную Двину на нескольких участках. В ходе дальнейших боёв полк отличился при освобождении города Полоцк в июле 1944 года и получил почётное наименование «Полоцкого».
Указом Президиума Верховного Совета СССР от 24 марта 1945 года за мужество, отвагу и героизм гвардии подполковнику Супруну Василию Яковлевичу присвоено звание Героя Советского Союза с вручением ордена Ленина и медали «Золотая Звезда».
После войны продолжал службу в армии. С 1960 года полковник В. Я. Супрун — в запасе. Работал преподавателем военной кафедры Московского высшего технического училища, начальником отдела в Московском авиационном институте. Жил в Москве. Умер 30 сентября 1996 года в возрасте 83 лет в Москве. Похоронен на кладбище «Ракитки».
Награждён орденом Ленина, четырьмя орденами Красного Знамени, орденом Отечественной войны 1-й степени, двумя орденами Красной Звезды, медалями.